# 11656 Ліпно
11656 Ліпно (11656 Lipno) — астероїд головного поясу, відкритий 6 березня 1997 року.
Тіссеранів параметр щодо Юпітера — 3,182.